# (4573) Piešťany
(4573) Piešťany – planetoida z pasa głównego asteroid okrążająca Słońce w ciągu 5 lat i 108 dni w średniej odległości 3,04 j.a. Została odkryta 5 października 1986 roku w Obserwatorium Astronomicznym UMK w Piwnicach koło Torunia przez Milana Antala. Nazwa planetoidy pochodzi od słowackiej nazwy miasta Pieszczany, w którym mieszkał odkrywca. Przed nadaniem nazwy planetoida nosiła oznaczenie tymczasowe (4573) 1986 TP6.